# São Pedro do Sul (Portugal)
Pour les articles homonymes, voir São Pedro do Sul.
São Pedro do Sul est une ville (en portugais : cidade) du Portugal, située dans le district de Viseu et la région Centre.
La municipalité a été créée en 1836, par division de l'ex-municipalité de Lafões en deux nouveaux concelhos : São Pedro do Sul et Vouzela.

## Géographie
São Pedro do Sul est limitrophe :
- au nord-est, de Castro Daire,
- au sud-est, de Viseu,
- au sud, de Vouzela,
- au sud et à l'ouest, d'Oliveira de Frades (portion septentrionale),
- à l'ouest, de Vale de Cambra,
- au nord-ouest, d'Arouca.

## Démographie
| 1801 | 1849   | 1900   | 1930   | 1960   | 1981   | 1991   | 2001   | 2004   |
| ---- | ------ | ------ | ------ | ------ | ------ | ------ | ------ | ------ |
| -    | 13 844 | 22 051 | 23 426 | 24 273 | 21 220 | 19 985 | 19 083 | 19 215 |

| 2011   | - | - | - | - | - | - | - | - |
| ------ | - | - | - | - | - | - | - | - |
| 16 851 | - | - | - | - | - | - | - | - |

## Subdivisions
La municipalité de São Pedro do Sul groupe 19 paroisses (freguesia, en portugais) :
- Baiões
- Bordonhos
- Candal
- Carvalhais
- Covas do Rio
- Figueiredo de Alva
- Manhouce
- Pindelo dos Milagres
- Pinho
- Santa Cruz da Trapa
- São Cristóvão de Lafões
- São Félix
- São Martinho das Moitas
- São Pedro do Sul
- Serrazes
- Sul
- Valadares
- Várzea
- Vila Maior

## Patrimoine
- Castro de Carcoda
- Thermes romains de São Pedro do Sul
- Manoir de Malafaias
- Abbaye de Lafões
- Palais de Reriz
- Pierre écrite (pt)